# FS Motorsport
FS Motorsport – niemiecki zespół wyścigowy, założony w 2003 roku. W historii startów ekipa pojawiała się w stawce Niemieckiej Formuły 3 oraz Trofeum Formuły 3 Euro Series. Zespół zakończył działalność w sezonie 2006.

## Starty

### Trofeum Formuły 3 Euro Series
| Rok  | Bolid             | Kierowcy        | Wygrane | PP | NO | Pkt | M.K. | M.Z. |
| ---- | ----------------- | --------------- | ------- | -- | -- | --- | ---- | ---- |
| 2006 | Dallara F302-Opel | Dominik Schraml | 0       | 0  | 0  | 10  | 6    |      |